# Sinbad e l'occhio della tigre
Sinbad e l'occhio della tigre (Sinbad and the Eye of Tiger) è un film del 1977 diretto da Sam Wanamaker.

## Trama
Nel regno di Charak si sta celebrando l'incoronazione del califfo Kassim, interrotta dalla malvagia matrigna Zenobia, la quale gli getta una maledizione. Tempo dopo, Sinbad, un marinaio e principe di Baghdad, approda a Charak per chiedere a Kassim il permesso di sposare la sorella Farah, venendo ospitato da Rafi, figlio di Zenobia. Tuttavia, durante il banchetto, uno dell'equipaggio di Sinbad viene avvelenato e incomincia uno scontro tra Rafi e tre ghul, evocati da Zenobia.
Dopo aver vinto lo scontro, Sinbad incontra Farah, la quale gli rivela che Kassim è stato colpito dalla maledizione di Zenobia e che se, entro sei lune non verrà spezzato l'incantesimo Rafi diventerà califfo. Sinbad, Farah e  l'equipaggio si mettono quindi alla ricerca dell'alchimista greco Melanthius, un eremita sull'isola di Casgar, in grado di spezzare l'incantesimo, e Farah porta con sè un dinopithecus, il quale si scopre essere in realtà Kassim, transformato da Zenobia. Malgrado tutto, l'equipaggio viene inseguito da Zenobia e Rafi su una nave remata dal Minoton, un automa magico di bronzo simile al Minotauro.
Giunti a Casgar, Sinbad e Farah trovano Melanthius e sua figlia Dione, il quale rivela loro che bisogna recarsi nella terra di Iperborea, culla dell'antica civiltà di Arimaspi. Dopo un lungo viaggio e varie peripezie, l'equipaggio giunge a destinazione ma viene attaccato da un gigantesco tricheco, abbattuto da Sinbad. Sinbad e l'equipaggio raggiungono la valle e incontrano un amichevole troglodita, ribattezzato Trog, il quale li guida a una gigantesca piramide, venendo poco dopo raggiunti da Zenobia e Rafi.
Sinbad e l'equipaggio entrano nella sala principale, ricoperta dal ghiaccio e sorvegliata dal Guardiano, uno smilodon di ghiaccio. Zenobia ordina a Rafi di uccidere Melanthius, ma viene attaccato da Kassim e muore cadendo dalle scale. Sinbad e Melanthius riescono a rompere l'incantesimo, tuttavia Zenobia trasferisce il suo spirito nello smilodon con l'intento di attaccarli, ma viene infine uccisa da Sinbad dopo un lungo scontro. Dopo essere fuggiti dal tempio, Sinbad, Kassim, Farah, Melanthius e Dione ritornano a casa appena in tempo per l'incoronazione di Kassim.